# Ectoedemia pseudoilicis
Ectoedemia pseudoilicis là một loài bướm đêm thuộc họ Nepticulidae. It is widespread in mainland Hy Lạp và also present on Crete và in Thổ Nhĩ Kỳ.
Sải cánh dài 3.8-5.9 mm. Con trưởng thành bay từ tháng 4 đến tháng 7. Có một lứa một năm.
Ấu trùng ăn Quercus coccifera. Chúng ăn lá nơi chúng làm tổ. 

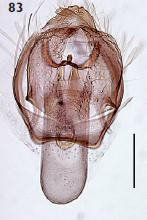
Male genitalia
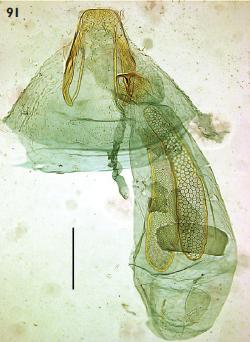
Female genitalia
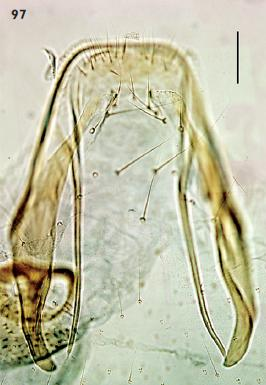
Female terminal abdominal segment